# Norman Whitley
Sir Norman Henry Pownall Whitley KCB MC (Chorlton-cum-Hardy, Gran Manchester, 29 de juny de 1883 – Ciutat del Cap, Sud-àfrica, 12 d'abril de 1957) va ser un oficial de l'exèrcit britànic i jutge de la cort suprema anglès. De jove va ser membre de l'equip de lacrosse que va competir als Jocs Olímpics de Londres de 1908, on guanyà la medalla de plata en la competició per equips de Lacrosse, com a membre de l'equip britànic.
Amb l'esclat de la Primera Guerra Mundial va ser comissionat al regiment de Manchester i després d'un entrenament bàsic va ser enviat a Gal·lípoli, on va ser condecorat amb la Creu Militar. Després de l'evacuació de Gal·lípoli va servir a Palestina i Aràbia i fou llicenciat el 1920 amb el rang de Major.
Un cop finalitzada la guerra va ser nomenat fiscal adjunt a Penang el 1920, però el 1922 fou transferit a les Colònies de l'Estret. Allà fou ascendit el 1929 i més tard fou noment Cap de Justícia dels Estats Malais Federats. Finalment, el 1937, va ser nomenat president del Tribunal Suprem d'Uganda, càrrec que va ocupar fins a la seva jubilació el 1947.